# Кобринович Володимир Григорович
Володи́мир Григо́рович Кобрино́вич, псевдо: «Однорог», «Одноріг», «Сі́вач» (нар. 1918, село Антонівка Тучинського району (нині Володимирецький район), Рівненської області — пом. 3 (або 9 жовтня 1946, там само) — сотенний Української повстанської армії; у 1943 році — командир сотні куреня «Кори» УПА «Заграва», у 1944—45 роках — командир сотні загону «Дорош» ЗГ УПА № 44.

## Життєпис
Народився 1918 року в селі Антонівка, Тучинського району (нині Володимирецький район), Рівненської області. Мав двох братів та сестру. У селі існувала, заснована колишнім вояком Армії УНР, провідником Костопільської округи ОУН Карпом Васильчуком, «Просвіта», до якої ходили старші брати Володимира.
Був членом Пласту під час навчання у Рівненській гімназії, а також членом «Юнацтва ОУН».
З приходом радянської влади, як високоосвіченого, призвали до армії та направили на офіцерські курси. У червні 1941 звільнений в запас як лейтенант.
Брав участь у проголошенні Акту відновлення Української Держави у Антонівці. Командант української міліції у Костополі — 1941, учасник Похідних груп ОУН — 1942.
У 1942 році очолює сотню в перших загонах УПА під командою Сергія Качинського-«Остапа». Взимку 1942 його сотня звільнила 300 юнаків та юнок, котрих нацисти тримали в товарняках на станції Костопіль для відправлення на примусові роботи до Німеччини.
У березні 1943 при оточенні Іванової Долини з польськими прислужниками нацистів загін «Сівача» та селяни за ніч розібрали 30-кілометровий відтинок залізниці, щоб не прийшла німецька підмога. Його сотня та відділ командира «Вихора» під селом Велика Любаша у засідці знищили німецьку колону, котра поверталася з каральної акції.
Загін «Сівача», маючи на озброєнні кілька легких гармат, був задіяний в бою Рівне — Костопіль під селом Триколці — знищено колону із 40 автомобілів з вояками, котрі рухалися на виконання каральної акції проти повстанців. За підсумками бою Кобриновича відзначив «Клим Савур» — Дмитро Клячківський.
Командир сотні УПА у курені «Острого» — 1944—1945.
У травні 1945 призначений командиром загону «Прилуцький» 3 (за іншими даними — 8) червня 1945 командував боєм із військами НКВС у лісі поблизу с. Борове Рокитнівського району. У першій половині червня 1945 року загін «Прилуцький» було розформовано, а 16 червня було зорганізовано новий загін під командуванням Кобриновича. До цього з'єднання увійшли відділи «Стріли» та «Ольхи» із загону «Прилуцький» та рештки відділів командиріврів «Вихра» та Федора Гука-«Морозенка». Загалом цей загін нараховував 104 вояки.
Член окружного проводу ОУН Костопільщини — 1946; поручник УПА. Загинув у бою.
Могилу на місці останнього бою відновлено та освячено після здобуття незалежності.